# Nourhene Hermi
Nourhene Hermi (* 26. Mai 1999) ist eine tunesische Leichtathletin, die im Sprint und im Hürdenlauf an den Start geht.

## Sportliche Laufbahn
Erste internationale Erfahrungen sammelte Nourhene Hermi im Jahr 2017, als sie bei den Arabischen Meisterschaften in Radès mit 5,48 m den vierten Platz im Weitsprung belegte. 2021 belegte sie bei den Arabischen Meisterschaften ebendort in 55,36 s und 59,94 s jeweils den vierten Platz über 400 Meter und im 400-Meter-Hürdenlauf und gewann mit der tunesischen 4-mal-400-Meter-Staffel in 3:56,79 min die Silbermedaille hinter dem marokkanischen Team. 2025 gewann sie dann bei den Arabischen Meisterschaften in Oran in 61,46 s die Silbermedaille über 400 m Hürden hinter der Algerierin Chaima Ouanis.
In den Jahren 2019 und von 2022 bis 2024 wurde Hermi tunesische Meisterin im 400-Meter-Hürdenlauf sowie von 2022 bis 2024 auch im 400-Meter-Lauf und 2023 im Siebenkampf.

## Persönliche Bestleistungen
- 400 Meter: 55,36 s, 17. Juni 2021 in Radès
- 400 m Hürden: 59,94 s, 20. Juni 2021 in Radés
- Siebenkampf: 4452 Punkte, 9. Juli 2023 in Radés